# 四渡站
四渡站是一个峰福线上的铁路车站，位于福建省武夷山市洋庄乡四渡村，建于1997年，目前为五等站，邮政编码为354300。目前不办理客、货运营业。